# Przeklęty
Przeklęty (org. Thinner) – amerykański film grozy z 1996 roku.
Film jest ekranizacją powieści Stephena Kinga pt. Chudszy (Thinner).

## Treść
Adwokat Billy Halleck (Robert John Burke) o poranku spoglądając przez okno zauważył, że do jego miasta przyjechał cygański tabor. Poirytowany tym faktem udał się do łazienki w celu standardowego ważenia. Ku jego irytacji pokazała 300 funtów, co oznacza, że nie schudł ani grama, pomimo restrykcyjnej diety i ćwiczeń.
Podczas wspólnego śniadania jego żona Heidi (Lucinda Jenney) i córka Linda (Bethany Joy Lenz) spytały się o jego wagę. Billy skłamał podając im wagę z zeszłego tygodnia. Po posiłku Billy udał się na rozprawę w celu obrony podejrzanego o morderstwo bossa lokalnej mafii, Richiego "Młota" Ginelii. Billy'emu udaje się go wybronić, przekonując sędziego, że nie ma wystarczająco dużo dowodów na udowodnienie winy jego klienta.
W celu uczczenia zwycięstwa Billy zabrał swoją żonę Heidi i grupę przyjaciół do restauracji. Lecz gdy tylko kelner przyniósł desery, Heidi zmusiła Billy'ego by wyszli, ku jego irytacji.
Wracając do domu Heidi w celu odciągnięcia myśli Billy'ego od łakoci postanowiła zaspokoić go oralnie, gdy ten wciąż prowadził auto. W wyniku nieuwagi śmiertelnie potrąca samochodem Cygankę (Adriana Delphine) - Suzanne Lempke, gdy ta wyszła z apteki po swój płaszcz.
Billy jednak unika odpowiedzialności, za sprawą znajomości z szeryfem Duncanem Hopley (Daniel von Bargen), który skłamał podczas zeznań, oraz sędzią Cary Rossingtonem (Howard Erskine), który prowadził rozprawę i go uniewinnił. Po wyjściu z sądu ojciec ofiary – wódz cygańskiego klanu, sędziwy Tadzu Lempke, wyciągając swój kciuk dotknął nim prawnika wymawiając przy tym enigmatyczne słowo "Chudszy", po czym odszedł.
Kilka dni później, Billy ku swojemu zaskoczeniu zauważa, że schudł aż 7 funtów, mimo że nie pamiętał aby stosował jakąkolwiek dietę.
Podczas partyjki golfa ze swoimi przyjaciółmi, w tym Rossingtonem i doktorem Mikiem Hustonem (Sam Freed) ci zauważają jego utratę wagi i mu gratulują. W trakcie przebierania się w szatni Cary prosi Mike'a o opinię, gdyż na jego klatce piersiowej pojawił się dziwny wykwit. Mike mówi mu, że to przez stres wynikający z pracy i nie powinien się tym zbytnio przejmować. Następnie sprawdził wagę Billy'ego, któremu ubyło od poranka kolejne 2 funty.
W trakcie wspólnego prysznicu Cary wyznał Billy'emu, że do niego również podszedł Tadzu, który dotykając miejsca, gdzie pojawił się później wykwit rzekł "Gad".
Po trzech tygodniach Billy'emu ubyło aż 25 funtów, mimo że objadał się i niezbyt przykładał do ćwiczeń. Heidi zmartwiła się tak nagłą utratą wagi, mówiąc, że to może być pierwsza oznaka potencjalnego nowotworu. Prosi Billy'ego by ten poszedł do Mike'a, aby ten go przebadał.
Mike po przeprowadzeniu testów stwierdza, że Billy jest zdrów. Billy postanawia udać się do swojego krawca w celu wzięcia przymiarki pod nowy garnitur. Krawiec spytał się go o jego sekret, Billy zaś odparł, że nie "spodobałaby mu się jego metoda". W trakcie kolejnego ważenia waga pokazała, że waży teraz 230 funtów.
Billy przy kolacji zaczął się opychać, gdyż doszedł do wniosku, że to właśnie dzięki rozpasaniu przy stole tak szybko utracił wagę. Jego zachowanie bardzo zaniepokoiło jego córkę. Gdy Billy wyśmiał jej obawy ta w złości odeszła od stołu i pobiegła do swojego pokoju. Heidi zganiła go za jego obżarstwo na co ten odparł, że w pracy pominął lunch i teraz musi to nadrobić, by zachować dobrą wagę. W trakcie kłótni Billy zaczął obwiniać Heidi za współudział w stłuczce. Heidi słusznie mu wytknęła, że nie protestował, gdy ta go zaspokajała. Następnie zasugerowała by Linda zatrzymała się na jakiś czas u jej ciotki, gdyż nie chce aby była ona świadkiem tego jak Billy się zachowuje.
W restauracji Mike poinformował Billy'ego, że zasięgnął rady swoich kolegów po fachu i wykazali, że Billy nie ma tasiemca, co oznacza, że adwokat musi udać się do kliniki w celu przeprowadzenia dalszych testów. Wtedy Billy zauważył siedzącą na sali żonę Rossingtona - Ledę (Elizabeth Franz). Była sama i wyglądała na bardzo przybitą. Mike odparł, że to przez rozłąkę, bo Cary pojechał odwiedzić swoją chorą siostrę. Billy wiedział, że kłamie, gdyż Cary nie miał siostry, więc po kolacji postanowił odwiedzić Ledę. na początku skłamała, mówiąc, że pojechał odwiedzić rodzinę, lecz gdy tylko Billy wspomniał o swoim niepokojącym tempie w jakim chudł, ta zgadła, że i jego dotknął Tadzu. Od tego momentu skóra Cary'ego tak się zmieniła, że zaczęła przypominać gadzie łuski. W celu wyleczenia swojej przypadłości udał się do kliniki. Leda uznała, że Billy i jej mąż muszą być pod wpływem klątwy, lecz Billy uważa, że bredzi. Leda straciła cierpliwość i wyrzuciła Billy'ego, obwiniając go za klątwę, gdyż to on prowadził auto tego feralnego dnia gdy potrącił córkę Tadzu. Wtedy Billy się odgryzł przypominając jej, że jej mąż i szeryf Hopley również są współwinni, bo go kryli.
Po tym incydencie zadzwonił do Richiego. Ten spytał się go, czy cygańskie klątwy istnieją. Gangster podał do telefonu swoją mamę, która poinformowała Billy'ego, że są prawdziwe. Wyjaśniła, że tylko osoba która ją rzuciła jest w stanie ją zdjąć. Gdy Heidi zawiozła Billy'ego do klinki, ten wyznał jej, że padł ofiarą klątwy, ale ta mu nie uwierzyła. Między małżonkami wywiązała się kłótnia, która o mało nie zakończyła się wypadkiem, ale Heidi w ostatniej chwili udało się wyminąć nadjeżdżającą ciężarówkę.
Następnego dnia Billy przeszedł szereg testów lecz żadne z nich nie potrafiły wykazać żadnych nieprawidłowości, mimo niepogarszającego się wyglądu Billy'ego. Poirytowany i znudzony poszedł odwiedzić szeryfa Hopleya. Jak się okazało on również padł ofiarą klątwy. Od tamtego czasu zabarykadował się w domu, gdyż jego skóra była opuchnięta i pokryta guzami. Duncan podał Billy'emu swój rewolwer i poprosił go by ten pomścił jego i Cary'ego. Billy odparł, że Tadzu musi pozostać żywy, inaczej klątwy nie zostaną zdjęte. Hopley odparł, że Tadzu nigdy nie zdejmie uroku, po czym wpadł we wściekłość, co zmusiło Billy'ego do ucieczki. Po chwili usłyszał strzał dobiegający z domu szeryfa. Ten nie mogąc znieść życia jako zdeformowany odludek, popełnił samobójstwo.
Zrozpaczony Billy wracając do domu zauważył, jak wyszedł z niego Mike. Zaczął podejrzewać, ze on i Heidi mają romans. Usiłował ukoić nerwy przygotowując sobie sutą kolację, lecz przerwała mu Heidi. Była zła dlaczego nie wraca do klinki na co ten jej odparł, że to bez sensu gdyż jest pod wpływem klątwy. Gdy Heidi zaczęła się z nim spierać, ten w złości rzucił w nią jedzeniem i kazał się wynosić.
Następnego dnia Billy spotkał się z detektywem (Ed Wheeler), którego wynajął w celu namierzenia karawany Tadzu, która obecnie zatrzymała się w Meanie. Billy po powrocie do domu zastał Heidi i Mike'a, którzy zagrozili, że jeśli nie zmieni swojego zachowania ta wystąpi o rozwód. Billy obiecał, że wróci do klinki, jednak zamiast tego ruszył w pościg za Tadzu. W miejscu które podał detektyw zastał resztki obozu Cyganów. W celu informacji poszedł zaciągnąć języka u właściciela terenu. Ten wręczył Billy'emu ulotkę, na której widniało zdjęcie Billy'ego z obietnicą nagrody 5 tysięcy dolarów, dla tego kto pomoże w jego odszukaniu. Jak się okazało, Heidi i Mike gdy tylko odkryli, że Billy zaginął, tak się zmartwili, że wyznaczyli za niego nagrodę. Właściciel terenów zagroził Billy'emu, że wyda go żonie, jeśli nie przystanie na jego ofertę.
Po tym jak Billy przekupił właściciela terenu, udał się w poszukiwaniu noclegu. W pobliżu hotelu natrafił na plakat reklamujący cygański festyn.
Billy czym prędzej się udał pod wskazany na afiszu adres. Tam zastał Tadzu i jego wnuczkę Ginę (Kari Wuhrer), sprzedających uczestnikom festynu laleczki przedstawiające oszpecone przez klątwy podobizny jego, oraz Cary'ego i Duncana. Gina rzuciła w Billy'ego jego laleczką po czym dobyła procy i zaczęła go ścigać. Billy został niespodziewanie ocalony przez Rossingtona, którego szara skóra była tak popękana, że przypomniała gadzie łuski.
Gina wybiła strzałem z procy szybę w tylnych drzwiach Cary'ego, lecz obu mężczyznom udało się zbiec. Jednakże Rossington prowadził zbyt szybko i gdy tylko wjechali na most zauważyli jadącą na nich ogromną ciężarówkę, za której kierownicą siedział Tadzu, szyderczo się śmiejąc. Rossington usiłował go wyminąć, lecz nie zdołał i Tadzu uderzył w ich samochód, zabijając Cary'ego na miejscu. Wtem od strony Billy'ego zaczął pędzić szkolny autobus, za kierownicą którego również siedział Tadzu.
Wtedy Billy się obudził w pokoju hotelowym i odkrył, że to był tylko zły sen. Zaniepokojony o swojego przyjaciela zadzwonił do Rossingtona, lecz odebrała jego żona, Leda. Ta zrozpaczona wyjawiła, że jej mąż odebrał sobie życie. Billy przerażony, że i on umrze, czym prędzej udał się na jarmark. Niestety i tym razem nie zastał karawany.
W pobliskim barze przypadkowy klient wskazał Billy'emu drogę, którą obrała karawana. Wieczorem Billy'emu w końcu udało się odnaleźć Cyganów, którzy rozbili obóz. Gina zwyzywała go od demonów, gdy ten próbował wzbudzić w niej litość, odsłaniając swoje wychudzone ciało. Wtem Tadzu oznajmił mu, że nigdy nie zdejmie klątwy. Zdesperowany Billy padł na kolana i zaczął błagać starego Cygana by ten jednak zdjął klątwę. Ten jednak odepchnął go i zagroził, że jeśli natychmiast nie odejdzie, to sprawi, że klątwa stanie się silniejsza. W szale Billy zagroził, że Tadzu również spotka "klątwa białego człowieka", lecz starzec i jego rodzina go wyśmiali. Wtem Gina oddała strzał w dłoń Billy'ego, przeszywając ją na wylot, gdyż Billy pomimo gróźb jej dziadka nie opuścił obozowiska.
Ranny i upokorzony Billy po powrocie do hotelu i założeniu prowizorycznego opatrunku zadzwonił do Richiego z prośbą o pomoc. Gangster udostępnił Billy'emu swój dom letniskowy, gdzie wysłał zaufanego doktora, by ten opatrzył mu dłoń. Następnego dnia Richie przyjechał by sprawdzić jak się trzyma Billy. Widok wychudzonego Billy'ego przeraził go, który teraz ważył mniej niż 130 funtów. Richie zdradził, że Heidi uzyskała nakaz skierowania Billy'ego do szpitala dla obłąkanych. Zdeterminowany Richie zakradł się w środku nocy i otruł psy pilnujące obozu Tadzu. Zostawił notkę, nakazującą mu zdjąć klątwę, po czym zatrzymał się na pobliskiej stacji benzynowej, gdzie zapłacił przypadkowemu chłopakowi za to by ten dał znać, jak tylko karawana ponownie wyruszy w drogę.
Następnego dnia chłopak poinformował mafioza o tym, że karawana niebawem się przenosi. Gdy tylko się rozłączył, został zaatakowany przez Ginę i jej męża.Tymczasem Billy i Richie przygotowywali się do zaatakowania obozu. Gdy tylko wyszli z domu, ujrzeli samochód z wiadomością do Billy'ego. Na siedzeniu kierowcy spoczywało martwe ciało informatora. W jego ustach tkwiła głowa kurczaka a na jego czole było wypisane "NIGDY", jako odpowiedź na pogróżki gangstera. Richie wpadł we wściekłość i postanowił rozprawić się z Tadzu, ignorując Billy'ego, który błagał go by ten nikogo nie zabił.
W nocy Richie zakradł się do obozu. Gdy tylko znokautował męża Giny otworzył ogień w kierunku obozu. Wiele osób zginęło a nawet jedno z aut eksplodowało. Richie wtem wypchnął męża Giny z zawiązanymi rękoma w kierunku obozu. W całym zamieszaniu Tadzu i jego krewni go zastrzelili, biorąc go za jednego z napastników. Gdy tylko Richie odszedł, zrozpaczona Gina odkryła, kogo postrzelili. Na ciele swojego ukochanego znalazła notkę, na której Richie żądał zdjęcia klątwy.
Nad rankiem policja wszczęła śledztwo w związku ze strzelaniną. Richie zakradł się i pod przykrywką agenta FBI przekonał Ginę by ta poszła udzielić zeznań w pobliskiej stodole. Billy wszystko to obserwował w oddali.
Mafiozo powalił Ginę na ziemię i oblał jej twarz kwasem. Gina zaczęła krzyczeć, by po chwili uświadomić sobie, że to była zwykła woda. Gina w furii rzuciła się na Richiego, lecz ten ją znów powalił na ziemię. Wtem pojawił się Billy i usiłował powstrzymać Richiego przed zabiciem dziewczyny. Gangster zostawił na jej czole słoik z prawdziwym kwasem i kazał jej przekazać Tadzu, że ma się pokazać w pobliskiej latarni morskiej w ciągu 2 godzin. Gina powoli zdjęła słoik z czoła i pobiegła po ojca.
W obawie o życie swojej córki i reszty klanu Tadzu stawił się o umówionej porze we wskazanym przez Richiego miejscu, Tam czekał na niego Billy będący bliski śmierci. Tadzu wyjaśnił, że jedynym wyjściem by zdjąć klątwę jest przeniesienie jej na inną osobę. Następnie Tadzu dźgnął Billy'ego w postrzeloną dłoń i spuścił z niej krew do truskawkowego ciasta, które przez moment złowrogo pulsowało. Starzec wyjaśnił, że klątwa została przelana do ciasta i aby w pełni się z niej wyzwolić, Billy musi nakarmić tym ciastem kogoś innego. Zanim odszedł, Tadzu dał szansę Billy'emu by ten postąpił honorowo i zjadł ciasto, gdyż w ten sposób przynajmniej umrze uczciwie.
Billy zadzwonił do domu i nakazał swojej córce by ta została na noc u przyjaciół. Wieczorem Billy, który był w dużo lepszej formie, wrócił do domu i pod pretekstem pojednania się z żoną poczęstował ją przeklętym ciastem, jako zemstę za jej romans. Następnego ranka zastał jej gnijące zwłoki. Jednakże gdy tylko zszedł na dół, z przerażeniem odkrył, że Linda wróciła od przyjaciół i ona również poczęstowała się ciastem. Gdy tylko poszła do szkoły, targany poczuciami winy Billy rozważał by zjeść kawałek. Gdy przymierzał się do pierwszego kęsa, przerwał mu nagły dzwonek do drzwi. To był Mike, który chciał sprawdzić czy wszystko w porządku. Jak się okazało Mike czuł się winien tego, że dopuścił się zdrady z Heidi i przyszedł błagać Billy'ego o wybaczenie. Billy ze spokojem odparł, że powinni to omówić przy cieście na co Mike chętnie przystał.

## Główne role
- Robert John Burke — Billy Halleck
- Joe Mantegna — Richie Ginelli
- Lucinda Jenney — Heidi Halleck
- Michael Constantine — Tadzu Lempke
- Kari Wuhrer — Gina Lempke
- Bethany Joy Lenz — Linda Halleck
- Daniel von Bargen – Duncan Hopley
- John Horton – Sędzia Cary Rossington
- Time Winters — Prokurator
- Howard Erskine — Sędzia Phillips
- Terrence Garmey — Bailiff
- Randy Jurgensen — Court Clerk
- Jeff Ware — Max Duggenfield
- Antonette Schwartzberg — Mama Ginelli
- Terence Kava — Gabe Lempke
- Adriana Delphine — Cyganka
- Ruth Miller — Sekretarka
- Sam Freed – Dr. Mike Houston